# El llibreter Mendel
El llibreter Mendel (títol original en alemany: Buchmendel) és una novel·la breu de Stefan Zweig escrita en 1929 i publicada en català juntament amb altres relats sota el títol Petita Crònica. La història actua com a exemple del desgavell que suposa la guerra en la vida personal i cultural.

## Argument
El narrador recorda la història de Mendel, un llibreter d'extraordinària memòria però incapaç de conviure amb el món real, que passa els dies atenent als seus clients en un cafè fins que, enmig del context bèl·lic, és detingut i empresonat en un camp de concentració, on perd les seves facultats. Quan pretén recuperar la seva taula habitual al cafè, el nou amo l'expulsa, tal com evoca la dona dels lavabos per al narrador quan aquest torna de visita al cafè molts anys després.